# 1837 na literatura

## Nascimentos
| Data       | Nome                 | Profissão                    | Nacionalidade  | Observações | Ref |
| ---------- | -------------------- | ---------------------------- | -------------- | ----------- | --- |
| 1 de Março | William Dean Howells | escritor e crítico literário | Estados Unidos | m. 1920     |     |

## Mortes
| Data          | Nome                 | Profissão                              | Nacionalidade | Observações | Ref |
| ------------- | -------------------- | -------------------------------------- | ------------- | ----------- | --- |
| 29 de Janeiro | Alexandre S. Pushkin | escritor                               | Rússia        | n. 1799     |     |
| 12 de Maio    | Evaristo da Veiga    | poeta, jornalista, político e livreiro | Brasil        | n. 1799     |     |